# Aleksander Kubik
Aleksander Kubik (ur. 26 lutego 1886 w Westrzy, zm. 6 grudnia 1939 w Poznaniu) – polski ksiądz katolicki, prawnik, społecznik i polityk narodowy.

## Życiorys
Pochodził z rodziny chłopskiej, był synem Stanisława i Marianny z domu Szymkowiak. Nauki pobierał w Ostrowie Wielkopolskim. W 1908 zdał maturę i zaczął studiować prawo w Genewie. W 1909 rozpoczął studia teologiczne w seminarium w Poznaniu. 15 lutego 1913 został wyświęcony na kapłana. Prawo kontynuował we Wrocławiu, by ostatecznie ukończyć je w 1921 w uniwersytecie poznańskim. Profesor Uniwersytetu Jana Kazimierza Władysław Abraham był promotorem jego doktoratu z prawa kanonicznego. Prace nad habilitacją u prof. Tadeusza Silnickiego przerwała wojna.
Był duszpasterzem wśród robotników polskich w Westfalii. W Polsce pracował z młodzieżą, również wśród robotników i z organizacjami włościańskimi.
W 1922 został posłem i pełnił mandat do 1927 roku. W 1926 związał się ze Związkiem Ludowo-Narodowym, zostając posłem tego ugrupowania.
Aresztowany we wrześniu 1939 przez Niemców, 6 grudnia tego roku został ścięty lub rozstrzelany w Forcie VII w Poznaniu. W oficjalnych dokumentach władze okupacyjne podały jako przyczynę zgonu „samobójstwo przez powieszenie”..